# Jesper Olsen
Jesper Olsen (Faxe (Dinamarca), 20 de março de 1961) é um ex-futebolista profissional dinamarquês, que atuava como meia esquerda.

## Carreira
Jesper Olsen fez parte do elenco da Seleção Dinamarquesa de Futebol da Copa do Mundo de 1986 

## Títulos
Ajax:
Eredivisie: 1981–82, 1982–83
KNVB Cup: 1982–83
Manchester United:
Copa da Inglaterra: 1984–85